# آکیورا ام‌دی‌ایکس
آکیورا ام‌دی‌ایکس (Acura MDX) خودرویی است که از سال ۲۰۰۱ تاکنون با نام تجاری آکورا و از سال ۲۰۰۳–۲۰۰۶ با نام تجاری هوندا در کانادا تولید شده‌است. طراحی آن موتور جلو، خودرو چهار چرخ محرک بوده‌است.